# Object Data Management Group
ODMG es el acrónimo de Object Data Management Group. Se usa tanto para definir el grupo de personas y empresas encargadas de desarrollar el modelo de objetos para persistencia, así como para la definición de dicho estándar.
Este modelo especifica los elementos que se definirán, y en qué manera se hará, para la consecución de persistencia en las bases de datos orientadas a objetos que soporten el estándar.
Consta de un lenguaje de definición de objetos, ODL, que especifica los elementos de este modelo.
- Datos: Q656705